# (9645) Grünewald
(9645) Grünewald (1995 AO4) – planetoida z pasa głównego asteroid okrążająca Słońce w ciągu 4 lat i 211 dni w średniej odległości 2,76 j.a. Została odkryta 5 stycznia 1995 roku.